# Adoxotoma forsteri
Adoxotoma forsteri is een spinnensoort in de taxonomische indeling van de springspinnen (Salticidae).
Het dier behoort tot het geslacht Adoxotoma. De wetenschappelijke naam van de soort werd voor het eerst geldig gepubliceerd in 2004 door Marek Żabka.